# Sam Allen (Jazzpianist)
Sam Allen (* 30. Januar 1909 in Middleport, Ohio; † September 1963 in Kalifornien) war ein US-amerikanischer Jazzpianist der Swingarä.

## Leben und Wirken
Allen kam mit 19 Jahren nach New York City und trat bald darauf in der Band von Herbert Cowans im Rockland Palace auf. Im folgenden Jahr kehrte er nach Ohio zurück und spielte bis 1930 bei Alex Jackson. Wieder in New York, arbeitete er ab den frühen 1930er-Jahren bei Dave Nelson’s Harlem Highlights, mit denen 1932 erste Aufnahmen entstanden („I Ain’t Got Nobody“). In den folgenden Jahren spielte er in den Swingbands und Orchestern von Dicky Wells, Teddy Hill, Bob Howard, Slim Gaillard und Stuff Smith. Im Bereich des Jazz war er zwischen 1931 und 1939 an 21 Aufnahmesessions beteiligt.
Sam Allen ist nicht mit dem gleichnamigen Jazzgitarristen Sam „Christopher“  Allen zu verwechseln, der in den 1940er-Jahren bei Hot Lips Page, Roy Eldridge, Cootie Williams und Clyde Bernhardt spielte.